# 郡山市警察
郡山市警察（こおりやましけいさつ）は、かつて存在した福島県郡山市の自治体警察である。

## 概要
旧警察法の施行で、従来の福島県警察部が解体され、1948年（昭和23年）3月7日に郡山市警察署が設置された。
その後、1954年（昭和29年）に、旧警察法を全面改正する形で新警察法が公布された。これにより国家地方警察と自治体警察が廃止され、新たに都道府県警察として福島県警察本部が発足。郡山市警察も福島県警察に統合され、姿を消した。